# Rari Nantes Florentia 2015-2016

## Rosa
| N° |                    | Ruolo | Giocatore             |
| -- | ------------------ | ----- | --------------------- |
|    | Italia (bandiera)  | P     | Luca Mugelli          |
|    | Italia (bandiera)  | P     | Massimiliano Cicali   |
|    | Italia (bandiera)  | D     | Giovanni Generini     |
|    | Italia (bandiera)  | CV    | Edoardo Bosazzi       |
|    | Serbia (bandiera)  | CV    | Dušan Vasić           |
|    | Italia (bandiera)  | CV    | Tommaso Turchini      |
|    | Italia (bandiera)  | CV    | Luigi Gobbi           |
|    | Brasile (bandiera) | CV    | Guilherme Oneto Gomes |

| N° |                   | Ruolo | Giocatore             |
| -- | ----------------- | ----- | --------------------- |
|    | Italia (bandiera) | CV    | Lorenzo Panerai       |
|    | Italia (bandiera) | A     | Lapo Dani             |
|    | Italia (bandiera) | A     | Federico Neri Panerai |
|    | Italia (bandiera) | A     | Francesco Gaffuri     |
|    | Italia (bandiera) | A     | Matteo Astarita       |
|    | Italia (bandiera) | CB    | Claudio Brancatello   |
|    | Italia (bandiera) | CB    | Lorenzo Bruni         |

| Allenatore: | Riccardo Vannini |

## Mercato
| Acquisti | Acquisti          | Acquisti    | Acquisti |
| R.       | Nome              | da          |          |
| -------- | ----------------- | ----------- | -------- |
| CV       | Dušan Vasić       | Vojvodina   |          |
| CV       | Guilherme Gomes   | Barceloneta |          |
| CV       | Lorenzo Panerai   | Firenze     |          |
| A        | Francesco Gaffuri | Como        |          |
| A        | Matteo Astarita   | Acquachiara |          |
| CB       | Lorenzo Bruni     | AN Brescia  |          |

| Cessioni | Cessioni          | Cessioni         | Cessioni |
| R.       | Nome              | a                |          |
| -------- | ----------------- | ---------------- | -------- |
| D        | Francesco Coppoli | Sport Management |          |
| D        | Feihu Tan         | fine rapporto    |          |
| CV       | Giacomo Gragnani  | fine rapporto    |          |
| CB       | Nianxiang Liang   | fine rapporto    |          |

## Risultati

### Serie A1

#### Girone di andata
| Arbitri: | Leonardo Ceccarelli Marco Ercoli |

|                                                                                  |           |                                                            |
| Migliaccio: 3 Brguljan, Mattiello: 2 Baraldi, Di Costanzo, Esposito, Maccioni: 1 | Marcatori | 2: Astarita, Bruni, Vasić 1: Bosazzi, Brancatello, Colombo |

| Arbitri: | Luca Bianco Daniele Bianco |

|                                 |           |                                                  |
| G. Oneto: 5 Vasić: 4 Bosazzi: 1 | Marcatori | 4: Danilović 2: Camilleri 1: Di Luciano, Rotondo |

| Arbitri: | Antonio Pascucci Marco Piano |

|                                                             |           |                                                                                           |
| Brancatello, Bruni, Dani, Generini, L. Panerai, G. Oneto: 1 | Marcatori | 3: C. Presciutti, Rizzo 2: Guerrato, Molina, Nora 1: Bertoli, Damonte, Napolitano, Ubović |

| Arbitri: | Mario Bianchi Stefano Scappini |

|                                                                              |           |                                                        |
| Colombo: 3 Alesiani, Milaković, Sadovyy: 2 L. Bianco, Cesini, Mistrangelo: 1 | Marcatori | 4: G. Oneto 2: Gobbi 1: Brancatello, Bruni, L. Panerai |

| Arbitri: | Stefano Pinato Cristina Taccini |

|                                            |           |                                                       |
| Vasić, Bruni: 3 Astarita: 2 Brancatello: 1 | Marcatori | 3: Bezic, Mandolini 2: Calcaterra 1: Murro, Innocenzi |

| Arbitri: | Stefano Alfi Bruno Navarra |

|                                                                      |           |                                                   |
| Petronio: 3 Popović, Rocchi: 2 Giorgi, Giacomini, Elez, Guimarães: 1 | Marcatori | 6: Astarita 1: Generini, Panerai, Vasić, G. Oneto |

| Arbitri: | Fabio Brasiliano Marco Ercoli |

|                                                     |           |                                                           |
| Bruni, G. Oneto: 3 Astarita: 2 Dani, Brancatello: 1 | Marcatori | 4: S. Luongo, M. Luongo 3: Marziali 1: Lanzoni, Valentino |

| Arbitri: | Mario Bianchi Alessio Magnesia |

|                                                                                       |           |                                    |
| Mandić, Aicardi, Ivović: 3 Di Fulvio, Fondelli, Figari: 2 Figlioli, Sukno, Bodegas: 1 | Marcatori | 1: Dani, Bruni, G. Oneto, Astarita |

| Arbitri: | Arnaldo Petronilli Alessandro Severo |

|                                         |           |                                                   |
| Panerai, G. Oneto: 2 Vasić, Astarita: 1 | Marcatori | 2: Privitera, Brlečić 1: Steardo, Manzi, Ivosević |

| Arbitri: | Marco Piano Alberto Rovida |

|                                                                                    |           |                                                      |
| Giorgi: 3 Charuto, Di Rocco: 2 Colosimo, Cannella, Leporale, Lapenna, Maddaluno: 1 | Marcatori | 4: Panerai 3: Astarita 2: Vasić, G. Oneto 1: Colombo |

| Arbitri: | Massimiliano Caputi Giuseppe Fusco |

|                                                                      |           |                                                                 |
| G. Oneto: 3 Bruni: 2 Colombo, Dani, F. Panerai, Gobbi, L. Panerai: 1 | Marcatori | 3: Ravina 2: De Trane, Guidaldi, Fracas 1: Gambacorta, Gonzalez |

| Arbitri: | Luca Bianco Stefano Scappini |

|                                                                       |           |                                                      |
| Marinić Kragić, Gallo: 3 Klikovac, Renzuto Iodice, Bušlje, Saccoia: 1 | Marcatori | 3: Vasić 2: Bruni, G. Oneto 1: Brancatello, Astarita |

| Arbitri: | Fabio Brasiliano Luca Castagnola |

|                                                    |           |                                                                                            |
| Vasić, Gobbi: 3 Dani, Bruni, G. Oneto, Astarita: 1 | Marcatori | 5: Petković 4: Di Somma 3: Bini, Deserti 2: Vergano, Mirarchi, Razzi 1: Brambilla, Coppoli |

#### Girone di ritorno
| Arbitri: | Fabio Collantoni Alessandro Severo |

|                                                  |           |                                                                                |
| Vasić: 4 G. Oneto: 2 Generini, Panerai, Bruni: 1 | Marcatori | 3: Campopiano 2: Brguljan 1: Di Costanzo, Maccioni, Velotto, Baraldi, Esposito |

| Arbitri: | Massimiliano Caputi Marco Ercoli |

|                                                        |           |                                             |
| Camilleri, Danilović: 3 Di Luciano, Ivović, Rotondo: 1 | Marcatori | 3: Astarita 1: Dani, Vasić, Bruni, G. Oneto |

| Arbitri: | Alessandro Marongiu Massimo Savarese |

| |           |                                                     |
| Ranđelović, Rizzo, N. Presciutti: 3 Molina: 2 Guerrato, C. Presciutti, Nora, Bertoli, Napolitano: 1 | Marcatori | 3: G. Oneto 1: F. Panerai, Bruni, Gobbi, L. Panerai |

| Arbitri: | Arnaldo Petronilli Stefano Riccitelli |

|                                                                   |           |                                                                           |
| Colombo, Vasić, Bruni, Astarita: 2 Generini, Panerai, G. Oneto: 1 | Marcatori | 4: Sadovyy 2: Cesini, Milaković 1: Alesiani, Pesenti, Mistrangelo, Piombo |

| Arbitri: | Stefano Alfi Raffaele Colombo |

|                                                                                    |           |                                               |
| Calcaterra: 4 Crivella: 2 Murro, Pappacena, Bezić, Innocenzi, Vitola, Mandolini: 1 | Marcatori | 4: Vasić 2: G. Oneto, Gobbi 1: Panerai, Bruni |

| Arbitri: | Daniele Bianco Fabio Brasiliano |

|                                                   |           |                                                             |
| Astarita: 2 Dani, Panerai, Vasić, Bruni, Gobbi: 1 | Marcatori | 5: Elez 2: Popović, Rocchi, Guimarães 1: Petronio, Berlanga |

| Arbitri: | Luca Castagnola Massimo Savarese |

|                                                              |           |                             |
| Marziali, M. Luongo: 4 Pérez, Lanzoni, S. Luongo: 2 Gitto: 1 | Marcatori | 3: Vasić, Gobbi 1: Astarita |

| Arbitri: | Bruno Navarra Stefano Ricciotti |

|                                                 |           | |
| Vasić, Bruni: 3 Generini, G. Oneto, Astarita: 1 | Marcatori | 3: Di Fulvio, Mandić 2: Giorgetti, Giacoppo, Aicardi, Bodegas 1: Figlioli, Sukno, Figari, Fondelli |

| Sori 20 aprile 2016, ore 16:00 CEST 22ª giornata | Sori                                 | 0 – 5 | Florentia | Piscina Comunale (300 spett.)\| Arbitri: \| Massimiliano Caputi Raffaele Colombo \| |
| Arbitri:                                         | Massimiliano Caputi Raffaele Colombo |       |           |                                                                                     |

| Arbitri: | Massimo Calabrò Marco Piano |

|                               |           |                                                    |
| Astarita: 3 Gobbi: 2 Vasić: 1 | Marcatori | 2: Giorgi, Lapenna 1: Di Rocco, Cannella, Leporale |

| Arbitri: | Gianluca Centineo Stefano Scappini |

|                                                   |           |                                                       |
| Guidaldi: 4 Gambacorta: 3 De Trane: 2 Di Somma: 1 | Marcatori | 4: F. Panerai 2: Generini, Bruni 1: Vasić, L. Panerai |

| Arbitri: | Alberto Rovida Massimo Savarese |

|                                                   |           |                                                               |
| Brancatello, Astarita: 2 Panerai, Vasić, Bruni: 1 | Marcatori | 3: Klikovac 2: Cuccovillo 1: Briganti, Bušlje, Dolce, Saccoia |

| Arbitri: | Antonio Pascucci Stefano Ricciotti |

|                                                    |           |                               |
| Petković: 5 Di Somma, Mirarchi: 4 Razzi: 2 Bini: 1 | Marcatori | 3: Vasić 2: Bruni 1: G. Oneto |

## Statistiche

### Statistiche di squadra
- Statistiche aggiornate al 21 maggio 2016.

| Competizione | Punti | In casa | In casa | In casa | In casa | In casa | In casa | In trasferta | In trasferta | In trasferta | In trasferta | In trasferta | In trasferta | Neutro | Neutro | Neutro | Neutro | Neutro | Neutro | Totale | Totale | Totale | Totale | Totale | Totale | DR  |
| Competizione | Punti | G       | V       | N       | P       | Gf      | Gs      | G            | V            | N            | P            | Gf           | Gs           | G      | V      | N      | P      | Gf     | Gs     | G      | V      | N      | P      | Gf     | Gs     | DR  |
| ------------ | ----- | ------- | ------- | ------- | ------- | ------- | ------- | ------------ | ------------ | ------------ | ------------ | ------------ | ------------ | ------ | ------ | ------ | ------ | ------ | ------ | ------ | ------ | ------ | ------ | ------ | ------ | --- |
| Serie A1     | 8     | 13      | 1       | 0       | 12      | 110     | 157     | 13           | 1            | 2            | 10           | 105          | 152          | 0      | 0      | 0      | 0      | 0      | 0      | 26     | 2      | 2      | 22     | 215    | 309    | -94 |
| Totale       | -     | 13      | 1       | 0       | 12      | 110     | 157     | 13           | 1            | 2            | 10           | 105          | 152          | 0      | 0      | 0      | 0      | 0      | 0      | 26     | 2      | 2      | 22     | 215    | 309    | -94 |

### Classifica marcatori
| Tot. | Giocatore             | A1 |
| ---- | --------------------- | -- |
| 43   | Dušan Vasić           | 43 |
| 35   | Guilherme Oneto Gomes | 35 |
| 31   | Matteo Astarita       | 31 |
| 31   | Lorenzo Bruni         | 31 |
| 18   | Federico Panerai      | 18 |
| 15   | Luigi Gobbi           | 15 |
| 8    | Claudio Brancatello   | 8  |
| 7    | Lapo Dani             | 7  |
| 7    | Giovanni Generini     | 7  |
| 5    | Edoardo Colombo       | 5  |
| 5    | Lorenzo Panerai       | 5  |
| 2    | Edoardo Bosazzi       | 2  |